# Bathythrix sericea
Bathythrix sericea är en stekelart som först beskrevs av Léon Abel Provancher 1875.  Bathythrix sericea ingår i släktet Bathythrix och familjen brokparasitsteklar. Inga underarter finns listade.